# Radio Jaska
Radio Jaska d.o.o. je privatna glazbena hrvatska radijska postaja s lokalnom koncesijom, koja emitira svoj program od kolovoza 1969. godine. Radio Jaska se nalazi u gradu Jastrebarsko, na pola puta između Zagreba i Karlovca. Grad se popularno naziva i Jaska, prema kojem postaja ima svoj naziv.

## Program
Program je lokalno zabavnog karaktera u kojem prevladava domaća glazba.

## Doseg
Zemaljskim putem na frekvenciji 93,8 MHz može se čuti na širem području Jastrebarskog, Zagrebačka žuapanija, grad Karlovac, i dio Zagreba.
Online u cijelom svijetu (na webu i mobilnoj aplikaaciji).

## Povijest
Radio Jaska jedna je od najstarijih hrvatskih radijskih stanica koja je e emitiranjem počela 1969. godine, tako da će 2019. godine proslaviti veliki jubilej od 50 godina postojanja.

## Vanjske poveznice
- Službena stranica Radio Jaske (hrv.)
- Mapa pokrivenosti signalom (engl.)
- Radio Jaska - Picasa foto albumi  Arhivirana inačica izvorne stranice od 6. ožujka 2021. (Wayback Machine)